# Ryūnosuke Haga
Ryūnosuke Haga (ur. 28 kwietnia 1991)  – japoński judoka, brązowy medalista letnich igrzysk olimpijskich w Rio de Janeiro w kategorii do 100 kilogramów.